# Носиро
Носиро (яп. 能代市 Носиро-си) — город в Японии, расположенный в северо-западной части префектуры Акита на берегу Японского моря у устья реки Ёнесиро. Основан 26 сентября 1940 года путём слияния посёлка Носироко и сёл Синономэ и Сакаки уезда Ямамото. 21 марта 2006 года посёлок Футацуи уезда Ямамото был поглощён Носиро. Город обслуживается близлежащим аэропортом Одатэ-Носиро.
Площадь города составляет 426,74 км², население — 55 816 человек (1 августа 2014), плотность населения — 130,80 чел./км².

## Породнённые города
- Врангель, Аляска, США (1960)